# اندیس سیلی جرد (یوزک)
سیلی جرد (یوزک) یک اندیس فلزی است که در حوالی شهر ساوه استان مرکزی قرار دارد و مادهٔ معدنی موجود در آن، آهن است.سنگ میزبان این اندیس توف وآندزیت است  